# Agnieszka Cyl
Agnieszka Cyl (Geburtsname Agnieszka Grzybek; * 28. Februar 1984 in Jelenia Góra) ist eine ehemalige polnische Biathletin.

## Sportliche Laufbahn
Agnieszka Cyl lebt in Jelenia Góra.. Sie startet für MKS Karkonosze und wird von Andrzej Kozinski trainiert.
Biathlon betreibt sie seit 2001, seit 2003 gehört sie dem polnischen Nationalkader an. 2002 trat sie in Ridnaun bei der Junioren-Weltmeisterschaft an. Beste Ergebnisse waren ein 17. Platz in der Verfolgung und ein siebter Rang mit der Staffel. 2005 in Kontiolahti war ein 14. Platz im Einzel bestes Ergebnis. Bei der Junioren-Europameisterschaft im selben Jahr in Nowosibirsk wurde Cyl Elfte im Sprint, Siebte in der Verfolgung und gewann Silber mit der polnischen Staffel. Bei den Senioren-Europameisterschaften 2006 in Langdorf und 2007 in Bansko konnte sie keine nennenswerten Ergebnisse erreichen.
Seit 2004 startete Cyl im Junioren-Europacup, seit dem folgenden Jahr im Europacup. Gegen Ende der Saison 2005/06 konnte sich die Polin in Martell und Gurnigel in fünf aufeinander folgenden Rennen auf einstelligen Rängen platzieren, darunter dreimal auf den Plätzen zwei und drei.
Zu Beginn der Saison 2006/07 rückte sie in den Biathlon-Weltcup auf. In ihrem vierten Einzelrennen in Oberhof konnte Cyl mit Rang 32. schon in die Nähe der Weltcuppunkte laufen.
Dieselbe Platzierung schaffte sie in der Saison 2007/08 bei einem Einzel in Pokljuka. In Pyeongchang gewann sie in der Saison als 24. im Sprint und 25. der Verfolgung erstmals Punkte.
In Östersund startete die Polin bei den Biathlon-Weltmeisterschaften 2008. Bei ihren ersten Welttitelkämpfen wurde sie 79. im Einzel, 66. im Sprint und 7. mit der polnischen Damenstaffel. Beim Weltcup in Hochfilzen belegte Agnieszka Cyl gemeinsam mit der polnischen Staffeldamen den dritten Platz, das beste Resultat für eine polnische Staffel.
Ebenfalls gut lief es während der Saison 2009/10, als sie in einem Sprintrennen in Östersund 14. wurde und mit Rang 12 im Sprint in Antholz ihr bis dato bestes Einzelresultat im Weltcup erzielte.
Dieses Ergebnis verbesserte Agnieszka Cyl bei den Olympischen Winterspielen 2010, als im Einzelrennen auf Platz 7 lief. Mit der Staffel belegte sie Rang 12.
In der Saison 2010/11 war Cyl stärkste Polin. Unter anderem konnte sie ihre persönliche Bestleistung bei einem Sprintrennen in Presque Isle bis auf einen sechsten Platz verbessern.

## Biathlon-Weltcup-Platzierungen
Die Tabelle zeigt alle Platzierungen (je nach Austragungsjahr einschließlich Olympische Spiele und Weltmeisterschaften).
- 1.–3. Platz: Anzahl der Podiumsplatzierungen
- Top 10: Anzahl der Platzierungen unter den ersten zehn (einschließlich Podium)
- Punkteränge: Anzahl der Platzierungen innerhalb der Punkteränge (einschließlich Podium und Top 10)
- Starts: Anzahl gelaufener Rennen in der jeweiligen Disziplin
- Staffel: inklusive Mixed- und Single-Mixed-Staffeln

| Platzierung                      | Einzel | Sprint | Verfolgung | Massenstart | Staffel | Gesamt |
| -------------------------------- | ------ | ------ | ---------- | ----------- | ------- | ------ |
| 1. Platz                         |        |        |            |             |         |        |
| 2. Platz                         |        |        |            |             |         |        |
| 3. Platz                         |        |        |            |             | 1       | 1      |
| Top 10                           | 1      |        |            |             | 13      | 14     |
| Punkteränge                      | 5      | 13     | 10         | 2           | 17      | 47     |
| Starts                           | 10     | 30     | 15         | 2           | 18      | 75     |
| Stand: nach der Saison 2009/2010 |        |        |            |             |         |        |